# Calamaria brongersmai
Espèce
Calamaria brongersmai  est une espèce de serpents de la famille des Colubridae.

## Répartition
Cette espèce est endémique de Sulawesi en Indonésie.

## Étymologie
Cette espèce est nommée en l'honneur de Leo Daniël Brongersma.

## Publication originale
- Inger & Marx, 1965 : The systematics and evolution of the oriental colubrid snakes of the genus Calamaria. Fieldiana, Zoology, vol. 49, p. 1-304 (texte intégral).